# Droseró (ort i Grekland, Thessalien)
Droseró är en ort i Grekland.   Den ligger i prefekturen Trikala och regionen Thessalien, i den centrala delen av landet, 240 km nordväst om huvudstaden Aten. Droseró ligger 112 meter över havet och antalet invånare är 523.
Terrängen runt Droseró är platt. Runt Droseró är det ganska glesbefolkat, med 42 invånare per kvadratkilometer. Närmaste större samhälle är Trikala, 5,4 km norr om Droseró. Trakten runt Droseró består till största delen av jordbruksmark.